# بكاريس أقطع
بكاريس أقطع (الاسم العلمي:Baccharis truncata) هو نوع من النباتات يتبع جنس البكاريس من الفصيلة النجمية.